# Автошлях B31 (Німеччина)
Федеральний автошлях 31 (B31, нім. Bundesstraße 31)  — жвава федеральна дорога, що проходить у напрямку захід-схід на півдні Німеччини. Вона пролягає від Брайзаха на кордоні з Францією до розв'язки Зігмарсцелль на федеральному автобані 96 (A96) поблизу Ліндау (Боденське озеро). Між переходом від федеральної автомагістралі 98 (A98) до B31 на розв'язці Штокках-Схід і розв'язкою Зігмарсцелль на A96, це ділянка європейського маршруту E54 Париж–Мюнхен.